# Kazimierz Rokitnicki
Kazimierz Rokitnicki herbu Prawdzic (ur. 1 marca 1701, zm. 17 stycznia 1779) – polski duchowny katolicki, archidiakon pułtuski, biskup pomocniczy płocki.

## Życiorys
Był synem Andrzeja (cześnika różańskiego) i Teresy z Sulińskich. Uczęszczał prawdopodobnie do kolegium jezuickiego w Płocku. W 1721 został mianowany kanonikiem płockim, w latach 1723-1726 studiował na Akademii Wileńskiej. Sprawował szereg godności kościelnych, był m.in. proboszczem w Przasnyszu, zastępcą wikariusza generalnego i oficjała płockiego, a przy biskupie Antonim Dembowskim (od 1738) wikariuszem generalnym i oficjałem. Od kwietnia do grudnia 1759 pełnił funkcję administratora biskupstwa płockiego po śmierci biskupa Józefa Szembeka. W 1740 na Akademii Krakowskiej uzyskał doktorat obojga praw. W tym roku przyjął również święcenia kapłańskie (wcześniej miał niższe święcenia). W czerwcu 1740 został kanonikiem pułtuskim, w 1745 kanonikiem w kolegiacie warszawskiej; był archidiakonem dobrzyńskim od 1738 i archidiakonem pułtuskim od 1740.
W listopadzie 1764 został mianowany biskupem pomocniczym płockim, ze stolicą tytularną Alalia; sakrę przyjął w styczniu 1765, prawdopodobnie w Warszawie. Regularnie brał udział w obradach kapituł oraz wykonywaniu obowiązków oficjała płockiego; z ramienia kapituły płockiej kilkakrotnie był deputatem do Trybunału Głównego Koronnego. We wrześniu 1778 został odznaczony Orderem Świętego Stanisława.
Bratem Kazimierza był Tomasz, kasztelan rypiński, ojciec uczestników konfederacji targowickiej Józefa, Michała Kazimierza i Stanisława.

## Źródła
- Piotr Nitecki, Biskupi Kościoła w Polsce w latach 965 - 1999, ISBN 83-211-1311-7, Warszawa 2000.
- Tadeusz Żebrowski, Kazimierz Rokitnicki, w: Polski Słownik Biograficzny, tom XXXI, 1989.